# USS Robalo (SS-273)

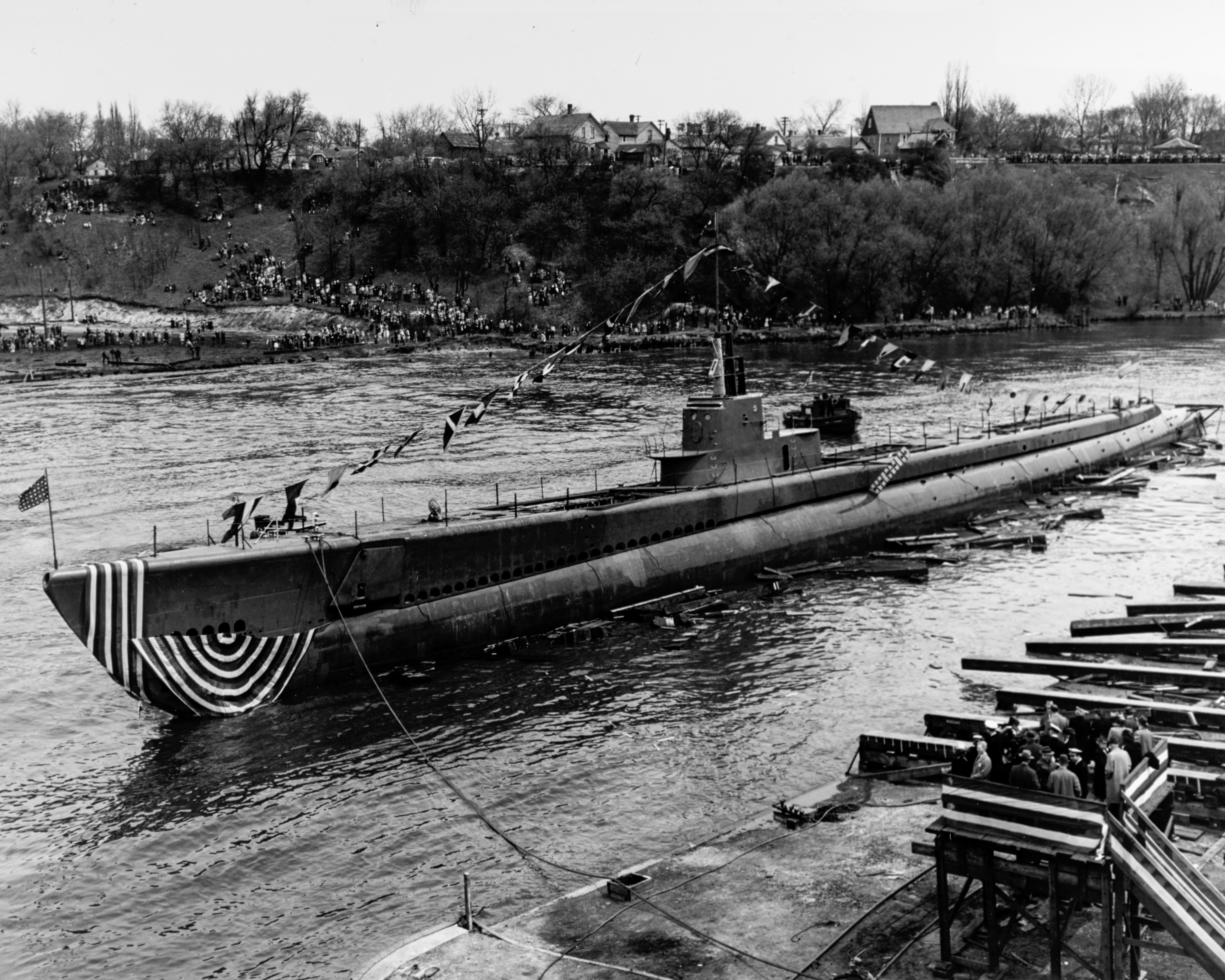
USS Robalo 1943.

USS Robalo (SS-273) var en ubåt av Gato-klass tillhörande USA:s flotta från 1943 till 1944.